# Europapa
"Europapa" é uma canção do cantor holandês Joost Klein que representou os Países Baixos no Festival Eurovisão da Canção 2024, após ter sido escolhido através de seleção interna, tendo sido revelada ao público numa emissão especial do programa holandês De Avondshow met Arjen Lubach, apresentado por Arjen Lubach.
A canção é descrita pelo cantor como sendo "uma ode à Europa", e uma carta ao seu falecido pai, que lhe ensinou que o "mundo não tem fronteiras". Musicalmente, a canção tem inspirações nas bandas 2 Unlimited e Vengaboys.

A canção atuou na 2ª semifinal, tendo sido apurada para a final, mas o artista acabou por ser desclassificado e não chegou a atuar na final.